# Мироманов, Борис Васильевич
Бори́с Васи́льевич Мирома́нов (8 сентября 1945, Усолье-Сибирское, Иркутская область — 12 февраля 2016, Улан-Удэ) — заслуженный тренер России, мастер спорта СССР, олимпийский арбитр, судья всесоюзной категории, тележурналист.

## Биография
Родился 8 сентября 1945 года в городе Усолье-Сибирское Иркутской области в рабочей семье. В школьные годы увлёкся спортом. С четвёртого класса занимался лыжами и легкой атлетикой. В конце 1950-х — начале 1960-х участвовал в соревнованиях за сборную Иркутской области.
В 1962 году окончил среднюю школу и устроился на Усольский завод горного оборудования, где работал слесарем-сборщиком.
В 1963 году поступил в Бурятский педагогический институт, на факультет физического воспитания, который окончил в 1967 году. Во время учёбы в вузе по вечерам работал грузчиком на местном кирпичном заводе. Получив диплом, начал работать преподавателем физвоспитания в Бурятском сельскохозяйственном институте.
Помимо преподавательской деятельности участвовал в спортивных состязаниях. Неоднократно становился чемпионом и рекордсмен Бурятии по лёгкой атлетике, побеждал на зональных, российских и всесоюзных соревнованиях. Ему присваивают звание «Мастер спорта СССР» по легкой атлетике.
В студенческие годы стал интересоваться спортивной журналистикой и с 1964 года начал сотрудничать с газетами «Правда Бурятии» и «Молодёжь Буряти», после чего его пригласили на Бурятское радио и телевидение, где он и проработал 29 лет.
Закончив свою спортивную карьеру, начал тренировать юных легкоатлетов Бурятии, а в 1969 году перешёл на тренерскую работу в Бурятский совет «ВДСО Трудовые резервы». За годы работы тренером подготовил 24 мастера спорта СССР и России по лёгкой атлетике, троих мастеров спорта СССР международного класса и одного заслуженного мастера спорта России. За эти успехи Борису Мироманову присвоено звание «Заслуженный тренер России».
К работе тренера и журналиста у Мироманова прибавились и обязанности спортивного судьи по лёгкой атлетике. В качестве судьи всесоюзной категории и международного арбитра Мироманов участвует во множестве легкоатлетических соревнований в СССР и России, а также в ФРГ, ГДР, Польше, Румынии, Венгрии, Чехии, Словакии, Франции, Англии, Италии, Греции, Монголии, США, Канаде, Кубе, Индии, Вьетнаме, Швеции и Финляднии, а также в республиках СНГ. Был олимпийским арбитром на XXII летних Играх в Москве.
В 1993 году перешёл на работу в телекомпанию Тивиком в качестве ведущего авторской телепередачи «Радар-спорт», премьера которого состоялась 21 ноября 1993 года.
В декабре 2015 года награждён медалью Николая Озерова, став первым спортивным журналистом, награждённый этой медалью в Бурятии.[значимость факта?]

### Семья
Жена Надежда Мироманова (Виноградова) — многоборка, судья, тренер. Сын Борис и дочь Алёна выступали на всероссийском уровне в толкании ядра и тройном прыжке соответственно, телевизионные деятели.